# Eleanor Boardman
Eleanor Boardman (19 de agosto de 1898 – 12 de diciembre de 1991) fue una actriz estadounidense, muy popular en la época del cine mudo.

## Inicios y carrera

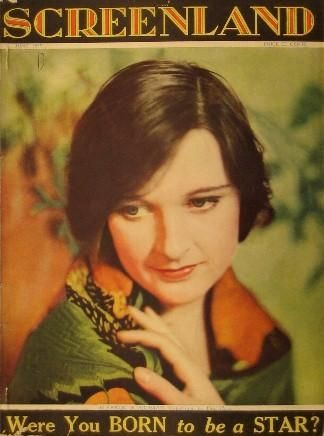
Eleanor Boardman, año 1925, portada de Screenland

Nacida en Filadelfia, Pensilvania, Boardman entró en el cine en 1922 y rápidamente atrajo a la audiencia. Fue elegida por Goldwyn Pictures como su "Nuevo Rostro de 1921", gracias a lo cual firmó un contrato con la compañía. Tras varios papeles secundarios de éxito, interpretó el papel principal de la película de 1923 Souls for Sale (Almas en venta). Su creciente popularidad se reflejó en su inclusión en la lista de las WAMPAS Baby Stars en 1923. Actuó en cerca de cuarenta películas a lo largo de su carrera, y consiguió su mayor éxito con el film de King Vidor The Crowd (…Y el mundo marcha) en 1928. Su trabajo en esa película es reconocido como uno de los más destacados del cine mudo americano.

## Cine sonoro
Boardman estuvo casada con el director cinematográfico King Vidor desde 1926 hasta 1931, y tuvo dos hijas de dicho matrimonio. Sus compañeros actores de la MGM John Gilbert y Greta Garbo habían planeado una doble boda junto a ellos, pero Garbo rompió el compromiso en el último minuto. 
Incapaz de asumir con éxito la transición del cine mudo al sonoro, Boardman se retiró en 1935. Volvió a la pantalla en una única ocasión, como entrevistada para la serie documental Hollywood en 1980. 
Además de con King Vidor, estuvo casada con Harry d'Abbadie d'Arrast desde 1940 hasta 1968, año de la muerte de él. Boardman falleció en Santa Bárbara (California) en 1991. 
Eleanor Boardman tiene una estrella en el Paseo de la Fama de Hollywood por su contribución a la industria cinematográfica, en el 6922 de Hollywood Boulevard.

## Filmografía
- The Strangers' Banquet (1922)
- Gimme (1923)
- Vanity Fair (1923)
- Souls for Sale (Almas en venta) (1923)
- Three Wise Fools (Tres solteros discretos) (1923)
- The Day of Faith (1923)
- True As Steel (1924)
- Wine of Youth (1924)
- Sinners in Silk (1924)
- The Turmoil (1924)
- So This Is Marriage? (1924)
- The Silent Accuser (1924)
- The Wife of the Centaur (La mujer del Centauro) (1924)
- The Way of a Girl (1925)
- Proud Flesh (Mujer altanera) (1925)
- The Circle (La eterna cuestión) (1925)
- Exchange of Wives (1925)
- The Only Thing (1925)
- Memory Lane (1926)
- The Auction Block (1926)
- Tell It to the Marines (1926)
- Bardelys the Magnificent (El caballero del amor) (1926)
- The Crowd (Y el mundo marcha) (1928)
- Diamond Handcuffs (1928)
- She Goes to War (1929)
- Mamba (1930)
- Redemption (Redención) (1930)
- The Great Meadow (1931)
- The Flood (1931)
- Women Love Once (1931)
- The Squaw Man (El prófugo) (1931)
- The Three Cornered Hat (1935)